# Кара-Булак (Сузакский район)
Кара-Булак (кирг. Кара-Булак) — село в Сузакском районе Джалал-Абадской области Кыргызстана. Входит в состав Кыз-Кёльского айылного аймака.

## География
Село расположено в юго-восточной части области, на правом берегу реки Кёгарт, на расстоянии приблизительно 40 километров (по прямой) к северо-востоку от села Сузак, административного центра района. Абсолютная высота — 1372 метра над уровнем моря.

## Население
Согласно оценочным данным Национального статистического комитета Кыргызской Республики, численность населения села на начало 2023 года составляла 1719 человек.
| год     | 2009 | 2014 | 2015 | 2020 | 2021 | 2023 |
| ------- | ---- | ---- | ---- | ---- | ---- | ---- |
| человек | 1273 | 1331 | 1419 | 1525 | 1671 | 1719 |